# Numéros de téléphone français en 08
 (février 2025).
La mise en forme du texte ne suit pas les recommandations de Wikipédia : il faut le « wikifier ».
Les points d'amélioration suivants sont les cas les plus fréquents. Le détail des points à revoir est peut-être précisé sur la page de discussion.
- Les titres sont pré-formatés par le logiciel. Ils ne sont ni en capitales, ni en gras.
- Le texte ne doit pas être écrit en capitales (les noms de famille non plus), ni en gras, ni en italique, ni en « petit »…
- Le gras n'est utilisé que pour surligner le titre de l'article dans l'introduction, une seule fois.
- L'italique est rarement utilisé : mots en langue étrangère, titres d'œuvres, noms de bateaux, etc.
- Les citations ne sont pas en italique mais en corps de texte normal. Elles sont entourées par des guillemets français : « et ».
- Les listes à puces sont à éviter, des paragraphes rédigés étant largement préférés. Les tableaux sont à réserver à la présentation de données structurées (résultats, etc.).
- Les appels de note de bas de page (petits chiffres en exposant, introduits par l'outil «  Source ») sont à placer entre la fin de phrase et le point final[comme ça].
- Les liens internes (vers d'autres articles de Wikipédia) sont à choisir avec parcimonie. Créez des liens vers des articles approfondissant le sujet. Les termes génériques sans rapport avec le sujet sont à éviter, ainsi que les répétitions de liens vers un même terme.
- Les liens externes sont à placer uniquement dans une section « Liens externes », à la fin de l'article. Ces liens sont à choisir avec parcimonie suivant les règles définies. Si un lien sert de source à l'article, son insertion dans le texte est à faire par les notes de bas de page.
- La présentation des références doit suivre les conventions bibliographiques. Il est recommandé d'utiliser les modèles {{Ouvrage}}, {{Chapitre}}, {{Article}}, {{Lien web}} et/ou {{Bibliographie}}. Le mode d'édition visuel peut mettre en forme automatiquement les références.
- Insérer une infobox (cadre d'informations à droite) n'est pas obligatoire pour parachever la mise en page.

Pour une aide détaillée, merci de consulter Aide:Wikification.
Si vous pensez que ces points ont été résolus, vous pouvez retirer ce bandeau et améliorer la mise en forme d'un autre article.
Les numéros de téléphone français en 08 sont des numéros commençant par « 08 ». Par exemple : 08 92 ** ** **. 
Ces numéros sont composés de 10 chiffres comme un numéro classique, et ont la particularité de ne pas avoir de rapport avec une zone géographique. Ils donnent accès à des Services à Valeur Ajoutée (numéros SVA). Ces numéros permettent de contacter des professionnels ou des administrations.
Exemples : contacter une libre antenne radio, un jeu TV, un SAV, une offre commerciale particulière...
Autrefois appelés « numéros spéciaux »  ou communément appelés « numéros surtaxés » (bien qu'ils ne soient pas tous payants), ils comprenaient tous les numéros dits Audiotel, Azur, Indigo et les numéro Vert.

## Nouveaux modèles de tarification
À la suite de l'entrée en application au 1er octobre 2015, de la réforme C+S et SVA+, les numéros compris entre 0800xxxxxx et 0899xxxxxx ont été réglementés afin d'adapter le coût des communications en fonction des services proposés .
Les anciennes appellations Audiotel, Azur, Cristal, Indigo, etc. ont disparu pour laisser place à une distinction plus claire, effectuée par une signalétique visuelle plus simple.
La « réforme C+S » conduit à différencier trois modèles économiques avec chacun sa couleur :  
- le vert, pour les numéros gratuits ;
- le gris, pour les numéros dits banalisés ;
- le magenta, pour distinguer les numéros à tarification majorée.

Les numéros en 08 qui étaient attribués aux box Internet, ont été migrés vers les numéros commençant par 09 ou aux numéros de zone de numérotation élémentaire afin d'éviter toute confusion. Ce changement a été décidé par l’Autorité de régulation des communications électroniques et des postes (Arcep) en décembre 2005 et appliqué fin 2008.

## Signalétique et tarification

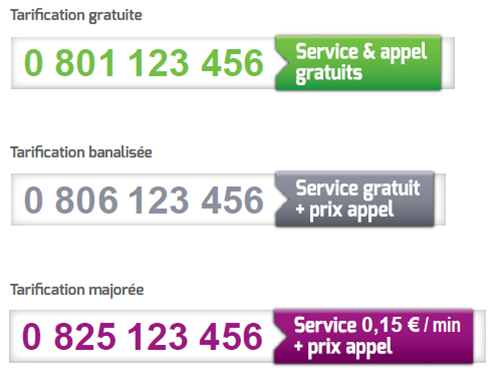
Signalétique visuelle unique commune à tous les opérateurs.

La tarification des appels vers les numéros en 08 a été simplifiée comme suit,:    
- 0800 à 0805 : numéros verts (gratuits) ;
- 0806 à 0809 : numéros gris (banalisés) ;
- 0810 à 0899 : numéros magenta (majorés ou surtaxés) : ces numéros ont une tarification variable, elle dépend des opérateurs et des heures d'appels[4]. La tarification croit en fonction du numéro (celle du 0899 étant beaucoup plus chère que celle du 0810[3])

### Code couleur
- Les numéros verts sont entièrement gratuits pour l’usager, qui ne paye ni la communication ni le service.
- Les numéros gris, dits banalisés, donnent accès à un service gratuit non facturé par l'éditeur de service, tandis que la tarification de la communication est définie par l'opérateur (on parle de communication banalisée).
- Les numéros magenta donnent accès à un service payant dont le tarif de la communication dépend de l’offre téléphonique.

La réglementation impose que le tarif soit clairement identifiable visuellement sur tous les supports de communication sur lesquels figure le numéro SVA, et par le biais d'un message vocal gratuit au début de chaque appel vers ces numéros.
Par ailleurs, tous les opérateurs, délivrant les numéros SVA, sont tenus de signaler sur un annuaire inversé dédié leurs numéros via un cartouche universel,.

### Coût unique et disparition des coûts mixtes
Les actions de l'Arcep ont pour objectif de faciliter l'identification et d'unifier la tarification de ces numéros. Le coût de la communication est notamment distinct de celui du service. Ce dernier reste inchangé quels que soient l’heure d’appel et le téléphone utilisé (fixe ou mobile).
La tarification des numéros magentas peut être calculée.
- à l'appel (jusqu'à 3 €[7] );
- en fonction de la durée de l'appel (0,05 à 0,80 €/min);

Les paliers mixtes (qui impliquaient une facturation à l'appel et à la minute) disparaissent. [réf. nécessaire].

### Flexibilité pour les éditeurs de services
Auparavant limité à 9 paliers tarifaires, la réforme de 2015 a permis aux éditeurs de services d'accéder à une gamme de 42 paliers.
La tarification d'un numéro SVA peut évoluer et changer au 1er jour de chaque mois. Ce dernier doit être clairement énoncé en début d'appel ("MGIT", le Message Gratuit d'Information Tarifaire.) ainsi que sur tout support de communication. Pour les numéros magenta (du 0810 au 0899) le tarif du Service est laissé au choix du fournisseur.

### Appel des 08 en itinérance et depuis l'étranger
Les appels vers les numéros en 08 ne sont pas couverts par les accords d'itinérance dans l'Union européenne entrés en vigueur le 15 juin 2017 et dont la finalité est la suppression des frais d'itinérance pour les appels passés à l'étranger depuis les mobiles. Les numéros de téléphone en 08 ne sont pas joignables depuis l´étranger. Certains services mettent à disposition de leurs correspondants des numéros ordinaires géographiques ou non géographiques pour pouvoir être joints depuis l´étranger et certains services, ont été mis en place pour pouvoir rendre les « Services à Valeur Ajoutée » depuis l´étranger.

## Escroqueries

### Pratiques habituelles
Les numéros en 08 peuvent faire l'objet de démarches abusives. Pour cela, un numéro surtaxé est utilisé pour contacter brièvement un numéro (que ce soit par un court appel, un message vocal ou écrit) afin de demander un rappel sur le dit numéro surtaxé.
À la suite de la réforme de fin 2015 (décision 2014-0661 de l'Arcep), ces escroqueries ont été diminuées grâce à l'obligation de diffuser "MGIT", le Message Gratuit d'Information Tarifaire, au début de chaque appel.
De même, l'annuaire inversé des « Numéros SVA » mis en place au 1er octobre par l'association SVA+ (Association déontologique de régulation des Numéros SVA), permet d'identifier le propriétaire du numéro et de le signaler en cas de suspicion de démarche abusive.
La fraude peut se présenter de plusieurs façons :  
- Envoi d'un SMS du type « Rappelez-moi au 089xxxxxx, 0897xxxxxx ou 0892xxxxxx, je suis une de vos vieilles connaissances… ». La victime, pensant alors que la personne lui est familière, rappelle. Généralement, elle tombe sur une ligne « vide », ou alors la communication est coupée au bout de quelques secondes
- Appel, généralement vers un portable, depuis un numéro surtaxé pendant quelques sonneries (technique surnommée « ping call »). La victime pense qu'on a voulu la contacter et rappelle :
- Appel, généralement vers un portable, d'une personne qui vous confirme un rendez-vous sans plus d'information. En rappelant le numéro, un message signale que la personne ne peut plus être jointe sur son numéro d'appel mais sur un numéro différent qui commence par un numéro magenta (0810 à 0899). Généralement, le fraudeur ne va pas dire "0890" mais "08 90 xx xx xx", en insistant sur le 08 et non sur le 0890.
- Appel vers un fixe ou un portable vous annonçant que vous avez gagné un bon d'achat dans une grande enseigne : Pour valider vos coordonnées, il vous faut rappeler un numéro surtaxé (en 0899 par exemple).
- Appel sur votre fixe « Votre numéro a été tiré au sort pour gagner un voyage ». Pour bénéficier de ce prétendu voyage, votre interlocuteur vous demande de rappeler une opératrice via un numéro en 0899. Il vous précise même que l'appel est gratuit et qu'il vous faut appuyer sur la touche dièse afin de joindre le service. En fait, le numéro est bien surtaxé (à la durée) et l'action faite sur la touche dièse permet de supprimer le message tarifaire.
- Appel par une prétendue société de livraison qui doit vous remettre un colis : on vous demande d'appeler un numéro en « 08 99 xx xx xx » pour prendre rendez-vous avec le service livraison. Tout est fait pour que vous y croyiez : on vous demande de noter un numéro de colis, on vous donne des horaires d'ouverture, etc., et c'est bien une vraie personne qui vous parle, mais quand vous appelez, vous avez différents messages qui vous font patienter le plus longtemps possible afin de vous soutirer le plus d'argent possible. Et bien sûr, au bout du compte, personne ne décroche jamais.
- Par Mail. Une personne se déclare intéressée par une annonce - en général, la personne ciblée a bien passé une annonce - et demande à être contactée sur un numéro magenta. Le mail est généralement signé et envoyé depuis une adresse qui semble correspondre à un particulier.
- Sur Facebook. Demande de déblocage d'un téléphone par un proche (qui est en fait utilisé par un pirate informatique) via un code obtenu sur un "08.99" la victime rappelle plusieurs fois le numéro sans se méfier et le pirate demande plusieurs codes. Au bout de plusieurs appels, la facture est alors très salée.
- Dans un aéroport (ou une gare). Une personne vient vers vous en vous disant qu'elle a perdu ses proches, qu'elle n'a pas de téléphone pour les contacter et que son avion (ou train) est sur le point de partir. Elle vous demande alors d'appeler un de ses proches qui a un numéro de téléphone commençant par '089'. La personne fait en sorte de faire durer l'appel le plus longtemps possible, parfois en langue étrangère.

Ces numéros à rappeler étant surtaxés. L’opérateur fixe ou mobile est tenu de reverser la surtaxe à l'opérateur du numéro spécial.

### Mise en place d'un service SMS de lutte contre le spam
L'usager victime d'un SMS ou d'un appel vocal non sollicité aura la possibilité de transférer par SMS le message texte ou le numéro litigieux au numéro spécial 33700. Le message ainsi envoyé fera l'objet d'un accusé de réception de la part de la plate-forme de traitement. Dans le cas d'un spam ou d'une escroquerie avérée, les opérateurs de téléphonie mobile seront avertis. Les spammeurs risquent de se voir fermer leurs numéros surtaxés ; pour les cas de nuisance grave, les autorités pourront transmettre les informations recueillies aux services de la police nationale ou de la gendarmerie nationale.
1. L'utilisateur transfère le spam par simple SMS au 33700 ; dans le cas d'un appel non sollicité, envoyer « spamvocal » et le numéro d’appel au 33700 ;
2. Le 33700 le remercie pour cette alerte et l'invite à compléter son signalement (numéro de l'émetteur du spam, etc.) ;
3. La plate-forme de signalement établit la liste des messages indésirables et des numéros surtaxés à rappeler, puis la transmet aux opérateurs.

SVA+ est l'instance déontologique spécifique aux SVA téléphoniques, qui définit les règles d'usage légitimes des SVA et porte les Recommandations Déontologiques auprès des acteurs du secteur